# Отворен код
Отворен код или както е също така известен в транслитерирания вариант от английски оупън сорс (на английски: open source) е концепция (подход) в проектирането, разработката и дистрибуцията на софтуер, позволяваща свободен достъп до изходния код на софтуера (т.нар. сорс код или дори само сорс, от англ. source code).
Някои смятат отворения код само за един от няколко различни възможни подходи към проектирането, докато други го смятат за критично важен и стратегически елемент за бизнес модела си. Преди израза open source да бъде възприет на английски, разработчиците и производителите на софтуер използвали различни фрази, за да опишат концепцията. Терминът „open source“ придобива популярност с разпространението на интернет, който открива широк достъп до разнообразни продуктови модели, отваря нови комуникационни пътища и стимулира създаването на интерактивни общности.

## Икономика
Много проекти с отворен код имат висока икономическа стойност. Според Battery Open Source Software Index (BOSS) десетте икономически най-важни проекта с отворен код са:
| Ранг | Проект        | Компания   | Стойност (млрд.) |
| ---- | ------------- | ---------- | ---------------- |
| 1    | Linux         | Red Hat    | 16 млрд.         |
| 2    | Git           | GitHub     | 2 млрд.          |
| 3    | MySQL         | Oracle     | 1.87 млрд.       |
| 4    | Node.js       | NodeSource | ???              |
| 5    | Docker        | Docker     | 1 млрд.          |
| 6    | Hadoop        | Cloudera   | 3 млрд.          |
| 7    | Elasticsearch | Elastic    | 700 млн.         |
| 9    | Spark         | Databricks | 513 млн.         |
| 8    | MongoDB       | MongoDB    | 1.57 млрд.       |
| 10   | Selenium      | Sauce Labs | 470 млн.         |